# Baccharis aretioides
Baccharis aretioides là một loài thực vật có hoa thuộc họ Asteraceae. Nó chỉ được tìm thấy ở Ecuador. Môi trường sống tự nhiên của chúng là đồng cỏ nhiệt đới hoặc cận nhiệt đới vùng đất cao. Nó bị đe dọa do mất môi trường sống.